# Еміль Йоунссон
Еміль Гвюдмюндюр Йоунссон (ісл. Emil Guðmundur Jónsson; 27 жовтня 1902 — 30 листопада 1986) — ісландський політик, прем'єр-міністр країни від грудня 1958 до листопада 1959 року, депутат альтингу від 1934 до 1971 року.